# Омоно
Омоно (яп. 雄物川, Omono-gawa) — река в японской префектуре Акита. Длина реки составляет 133 километра, а площадь водосборного бассейна — 4710 км². Берёт начало к западу от города Юдзава. Течёт на север, после слияния с рекой Тама поворачивает на северо-запад. Впадает в Японское море вблизи города Акита. Согласно наблюдениям в Цубакигава с 1938 по 1992 год, среднегодовой расход воды для этой точки (площадь вышележащего бассейна — 4035 км²) составил 194 м³/с.
Формирующими речной бассейн породами являются в основном неогеновые туфы. Около 19 % площади бассейна используется в сельскохозяйственных целях, 4 % — урбанизированные территории.
Климат на территории бассейна характеризуется снежной и холодной зимой, снегопад здесь составляет 40 % годовых осадков. В среднем в равнинных районах в год выпадает 1500—1700 мм, в гористых — 2000—2300 мм осадков.
Протекает через следующие местности:
- Префектура Акита
  - Юдзава
  - Уезд Огати
    - Хигасинарусе
    - Уго

  - Йокоте
  - Уезд Сембоку
    - Мисато

  - Дайсен
  - Сембоку
  - Акита